# Karl Maron

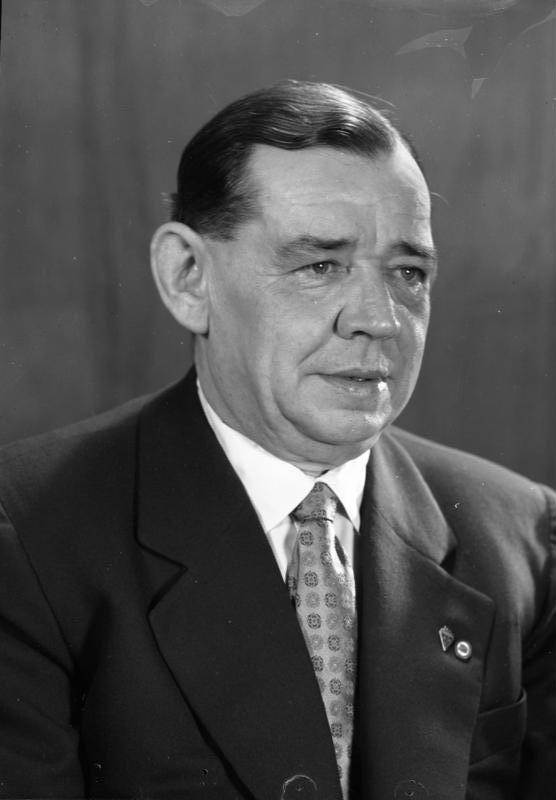
Karl Maron, 1957

Karl Maron (* 27. April 1903 in Charlottenburg; † 2. Februar 1975 in Ost-Berlin) war ein deutscher Politiker (KPD, SED). Er war von 1955 bis 1963 Minister des Innern der Deutschen Demokratischen Republik (DDR) und ab 1954 Mitglied des Zentralkomitees der SED.

## Leben

### Biografie bis 1933
Der Sohn eines Kutschers absolvierte nach dem Besuch der Volksschule von 1917 bis 1921 eine Ausbildung zum Maschinenschlosser und arbeitete bis 1929 im erlernten Beruf. Seit 1919 war er als Ringer in der Arbeitersportbewegung aktiv. 1926 trat er der Kommunistischen Partei Deutschlands (KPD) bei. Von 1927 bis 1928 war er Mitglied der KPD-Leitung der Siemens-Werke Berlin, seit 1931 Mitglied der Reichsleitung der Kampfgemeinschaft für Rote Sporteinheit und seit 1932 Vorsitzender des Arbeiter-Turn- und Sportvereins „Fichte“.

### Zeit des Nationalsozialismus
In der Folge der Machtergreifung der Nationalsozialisten 1933 war Maron illegal tätig und emigrierte 1934 nach Kopenhagen, wo er Redakteur des Pressedienstes der Roten Sportinternationale (RSI) wurde. 
Seit 1935 war er Vertreter der RSI beim Exekutivkomitee der Kommunistischen Internationale (EKKI) in Moskau und nach Auflösung der RSI 1937 Mitarbeiter der Presse- und Informationsabteilung des EKKI. Während des Zweiten Weltkrieges war er von 1943 bis 1945 Redakteur der Zeitung Freies Deutschland des Nationalkomitees Freies Deutschland und dabei verantwortlich für die Kriegsberichterstattung.

### Sowjetische Besatzungszone und DDR
Im Jahr 1945 kehrte er mit der Gruppe Ackermann in Folge der „Gruppe Ulbricht“ nach Deutschland zurück. Bis 1946 war er 1. Stellvertreter des Oberbürgermeisters von Berlin im Magistrat Werner. 
Mit der Zwangsvereinigung von SPD und KPD wurde er Mitglied der Sozialistischen Einheitspartei Deutschlands (SED), war bis 1949 SED-Stadtverordneter und ab 1948 Stadtrat für Wirtschaft im sowjetischen Sektor Berlins. 1948 nahm Maron an den Verhandlungen über eine gemeinsame Verfassung von Berlin teil. 
Von 1949 bis 1950 war er stellvertretender Chefredakteur des SED-Zentralorgans Neues Deutschland. 

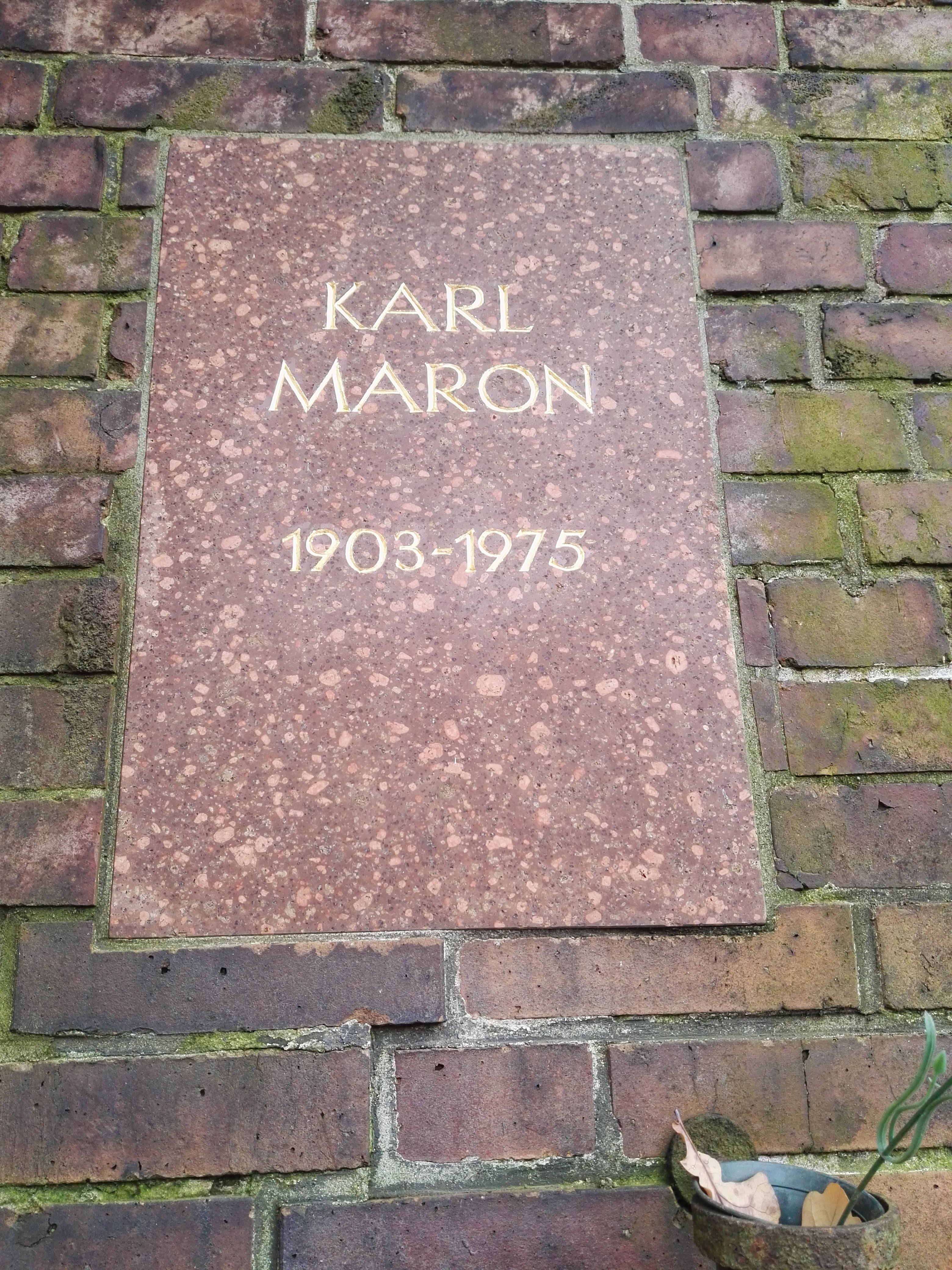
Grabstätte in der Gedenkstätte der Sozialisten

1950 wurde Maron im Range eines Generalinspekteurs als Nachfolger des verstorbenen Kurt Fischer Chef der Deutschen Volkspolizei und stellvertretender Innenminister. Maron war seit 1954 Mitglied des Zentralkomitees (ZK) der SED und von 1958 bis 1967 Abgeordneter der Volkskammer. Von 1955 bis 1963 war er als Nachfolger von Willi Stoph Minister des Innern und gleichzeitig Chef der Deutschen Volkspolizei, zuletzt seit 1962 im Range eines Generalobersten. 1961 war er Mitglied des Stabes des Nationalen Verteidigungsrats und damit auch am Bau der Berliner Mauer beteiligt. 
1963 trat Maron aus gesundheitlichen Gründen als Minister des Innern und Chef der Deutschen Volkspolizei zurück. Ab 1964 war er Leiter des Institutes für Meinungsforschung beim ZK der SED. 
Seine Urne ist in der Gedenkstätte der Sozialisten auf dem Zentralfriedhof Friedrichsfelde in Berlin-Lichtenberg beigesetzt.

## Privates
Karl Maron war seit 1955 mit Hella, geborene Iglarz (1915–2010), verheiratet und damit Stiefvater der Schriftstellerin Monika Maron. Marons Roman Stille Zeile Sechs aus dem Jahr 1991, in dem ihre Ich-Erzählerin dem sterbenden Vorzeigekommunisten und Politiker Beerenbaum begegnet, gilt als kritische Auseinandersetzung mit ihrem Stiefvater.

## Ehrungen
- 1955: Vaterländischer Verdienstorden in Gold
- 1963: Karl-Marx-Orden
- 1965: Held der Arbeit
- 1968: Ehrenspange zum Vaterländischen Verdienstorden in Gold
- 1973: Scharnhorst-Orden
- 1975: Ehrengrab in der Gedenkstätte der Sozialisten
- 1978: Benennung der Karl-Maron-Straße in Berlin-Marzahn (seit 1992 wieder Poelchaustraße)
- 1983: Sondermarke der Deutschen Post in der Serie Persönlichkeiten der deutschen Arbeiterbewegung